# Rey Chico
Rey Chico (2015) es una formación granadina de pop rock , y como tal, surge bajo la influencia y el carácter musical de esta ciudad. Particularidad que se refleja en su nombre, tomado en referencia al último rey nazarí que habitó en la Alhambra, Boabdil, conocido como “el Rey Chico”.

## Reseña biográfica
El quinteto surge a principios de 2015. A finales del mismo año, comienzan a grabar su primer Ep,“Sin piel”, que consta de 4 canciones de composición propia con el que inician sus primeros conciertos en la ciudad, en salas como Planta Baja.
Con este primer trabajo llegan a ser finalistas en diversos concursos a nivel nacional, como PulPop 2016, o Forum Music 2016. Y se proclaman ganadores del Concurso de Bandas Granada Sound 2016. Abriéndose hueco en el cartel del propio festival. Posteriormente, en 2017, obtienen el premio a la mejor canción original con “El Baile (horizontal)”, en IV Concurso Música Joven de Alhaurín el Grande.
A principios de 2017 graban su segundo trabajo, un Ep de 6 canciones llamado “Parar el mundo”, con el que continúan moviéndose en festivales como En Orbita, y se proclaman ganadores (premio a la mejor banda) en el concurso nacional del festival de música emergente Zafarraya Sound 2017.
En su música se pueden apreciar desde las bases del rock más clásico hasta los sonidos del pop más actual, con melodías cuidadas, ritmos potentes y estribillos pegadizos. En sus canciones se proyectan rumores tanto de grupos nacionales: Niños Mutantes, Vetusta Morla, 091, Lori Meyers, como de bandas consagradas a nivel internacional: Radiohead, Pixies, Oasis o Band of Horses, entre otras. Respecto a sus letras, encontramos confesiones directas, cuyas temáticas reflexionan sobre los estados de incertidumbre que caracterizan el mundo interior del ser humano: amor-odio, confusión, aspiraciones, rabia y decepciones.

## Discografía

### EP
- Sin Piel (2016)
- Parar El Mundo (2017)

## Premios y nominaciones
- Concurso de Bandas Granada Sound 2016
- Mejor canción original con “El Baile (horizontal)”, en IV Concurso Música Joven de Alhaurín el Grande
- Premio a la mejor Banda en el concurso nacional del festival de música emergente Zafarraya Sound 2017